# Бобильова
Бобильо́ва (рос. Бобылёва) — присілок у складі Каргапольського району Курганської області, Росія. Входить до складу Майської сільської ради.
Населення — 19 осіб (2010, 56 у 2002).
Національний склад населення станом на 2002 рік: росіяни — 100 %.